# Srbac
Srbac (ciríl·lic: Србац) és un municipi de la part nord-occidental de Bòsnia i Hercegovina, amb una població de 19001 persones segons els resultats preliminars del cens de 2013. Srbac forma part de la República Srpska. Segons els resultats preliminars del cens de 2013, Srbac té una població total de 19.001.
Al nord es troba el riu Sava, sent frontera amb la República de Croàcia durant una distància de 42 quilòmetres. Al voltant de dues terceres parts del municipi són formes ondulades muntanyoses, i l'altra tercera part en són clares. L'elevació més alta és de 652 metres situat a la muntanya Motajica, i la zona més baixa es troba a Vlakničkom amb 89 metres sobre el nivell de la mar.